# بازگیه‌وو
بازگیه‌وو (انگلیسی: Bazgiyevo) یک شهرک در شهرستان شارانسکی استان باشقیرستان کشور روسیه است.